# Літвінов (місто)
Літвінов (чеськ. Litvínov, нім. Ober Leutensdorf) — місто в Устецькому краї Чехія.

## Історія
Вперше згадується у 1352 році. З XIV століття до 40-х років XX століття більшість населення міста складали німці.
Літвінов — важливий центр хімічної та текстильної промисловості. У передмісті видобували буре вугілля. Великі житлові масиви, побудовані переважно в 1970-х роках.

## Економіка
У місті знаходиться найбільший нафтопереробний завод Чехії — Unipetrol.

## Спорт
У місті базується однойменний хокейний клуб.

## Відомі люди
- Роберт Райхель (1971), чеський хокеїст
- Єва Герцигова (1973), модель і акторка
- Якуб Петружалек (1985), чеський хокеїст

## Міста-побратими
- Брі-Конт-Робер, Франція
- Баттенберг, Німеччина
- Ольбернгау, Німеччина